# Albinas
Albinas ist ein litauischer männlicher Vorname, abgeleitet von Albin.

## Formen
- weiblich: Albina,  Alba, Albė, Elbė, Elbinė
- männlich: Albas,  Albynas, Elbas, Elbys (westlitauisch), Elbinas, Elbynas (bei Laukuva), Albis (bei Jurbarkas),  Albis (südniederlit.)[1]

## Namensträger
- Albinas Albertynas (1934–2005), Politiker, Seimas-Mitglied
- Albinas Bagdonas (* 1941), Psychologe und  Professor
- Albinas Ežerskis (1956–2020), Politiker, Bürgermeister von Šilalė
- Albinas Januška (* 1960), Diplomat und Politiker, Seimas-Mitglied, Vizeminister
- Albinas Klimas (* 1952), Politiker, Bürgermeister von Plungė
- Albinas Kusta (* 1940), Hydrotechniker, Professor, Rektor
- Albinas Likas (* 1917), sowjetlitauischer Richter und Justizpolitiker, Minister
- Albinas Lozuraitis (* 1934), Politiker, Seimas-Mitglied
- Albinas Morkūnas (* 1944), Politiker,  Leiter  der litauischen Grünenpartei
- Albinas Mitrulevičius (* 1953), Politiker, Seimas-Mitglied
- Albinas Sirvydis (1949–2021), Strafrichter
- Albinas Tebėra (* 1951), Forstwissenschaftler, Direktor einer Forsthochschule
- Albinas Zananavičius (* 1971), Diplomat und Politiker (Vizeminister)
- Albinas Vaižmužis (* 1936), Politiker, Seimas-Mitglied
- Albinas Vilčinskas (* 1976), Kulturpolitiker, Vizeminister